# Marie-Josephine Gaudette
Marie-Josephine Gaudette (conhecida como Irmã Cecília; 25 de março de 1902 – 13 de julho de 2017) foi uma freira e supercentenária ítalo-americana que no momento da morte aos 115 anos e 110 dias, era a pessoa viva mais velha da Itália, a pessoa viva mais velha nascida nos Estados Unidos, a segunda pessoa viva mais velha da Europa (depois de Ana María Vela Rubio) e a quinta pessoa viva mais velha do mundo. Ela também é a pessoa mais velha nascida no estado de Nova Hampshire e a freira mais velha de todos os tempos (quebrando o recorde de Eugénie Blanchard que morreu em 2010 aos 114 anos).

## Biografia
Marie-Josephine Clarice nasceu em Manchester, Nova Hampshire, Estados Unidos, em 25 de março de 1902, filha de canadenses. Quando jovem, ela decidiu se tornar uma freira. Ela morou no Canadá e na França, onde ensinava arte e música, antes de se instalar em um convento em Roma, Itália, em 1958, onde continuou a residir até sua morte, tomando o nome de Irmã Cecília, em honra de Santa Cecília, padroeira da música e juntando-se a Congregação Religiosa de Jesus e Maria. 
Durante a eleição presidencial nos Estados Unidos em 2008, ela ganhou atenção mundial como um dos eleitores mais velhos aos 106 anos. Ela votou em favor de Barack Obama, que acabou por vencer as eleições contra o candidato republicano John McCain.
Ela morreu em 13 de julho de 2017 aos 115 anos e 110 dias em Roma, Lazio, Itália.